# Rafaelia aurigena
Rafaelia aurigena är en tvåvingeart som först beskrevs av Guilherme A.M.Lopes 1969.  Rafaelia aurigena ingår i släktet Rafaelia och familjen köttflugor.
Artens utbredningsområde är Peru. Inga underarter finns listade i Catalogue of Life.